# 佐伯有清
佐伯 有清 （さえき ありきよ、1925年（大正14年）3月2日 - 2005年（平成17年）7月19日）は、日本の歴史学者。

## 経歴
出生から修学期
1925年、東京市赤坂区で生まれた。法政大学第二高校を卒業し、名古屋大学文学部国史学科に進学。1952年に卒業し、1957年に東京大学大学院国史学専攻を修了。
教育者、古代史研究者として
1952年より母校の法政大学第二高校に勤務。後に同校校長となった。1962年、学位論文『新撰姓氏録の基礎的研究』を名古屋大学に提出し、文学博士号を取得。1971年、北海道大学教授に就いた。1983年、成城大学教授に転じた。1995年に成城大学を退任。
2005年に死去。

## 受賞・栄典
- 1984年：『新撰姓氏録の研究』吉川弘文館で、第74回日本学士院賞を受賞。
- 95年春：勲三等瑞宝章受勲。

## 研究内容・業績
専門は日本史で、日本古代史。その研究内容は大きく下記の3つに分けられる。
- 古代日本史、邪馬台国研究
- 上代日本仏教思想史
- 草創期の日本天台宗史

佐伯有清記念歴史図書館 清心館
没後遺族により、蔵書をもとに綾瀬市に「佐伯有清記念歴史図書館 清心館」が設立された。

## 著書
- 『新撰姓氏録の研究』(全9冊) 吉川弘文館 1971-1984
  - オンデマンド版 2007

1. 本文篇[4]
2. 研究篇[5]
3. 考証篇1[6]
4. 考証篇2[7]
5. 考証篇3[8]
6. 考証篇4[9]
7. 考証篇5[10]
8. 考証篇6[11]
9. 索引・論考篇[12]

- 『新撰姓氏録の研究 拾遺篇』吉川弘文館 2001

単著論考
- 『古代史の謎を探る』読売新聞社 1973
- 『邪馬台国研究史』吉川弘文館 1974
- 『戦後の邪馬台国 研究史』吉川弘文館 1975
- 『古代氏族の系図 学生社 1975
- 『古代史への道』吉川弘文館 1975
- 『広開土王碑と参謀本部』吉川弘文館 1976
- 『日本古代史の風貌』吉川弘文館 1977
- 『日本古代の政治と社会』吉川弘文館 1978
- 『最後の遣唐使』講談社現代新書 1978
  - 文庫化 講談社学術文庫 2007
- 『古代の東アジアと日本』教育社歴史新書 1979
- 『研究史 広開土王碑』吉川弘文館 1981
- 『日本古代氏族の研究』吉川弘文館 1985
- 『日本の古代国家と東アジア』雄山閣(古代史選書) 1986
- 『伴善男 人物叢書』吉川弘文館 1986[13]
- 『慈覚大師伝の研究』吉川弘文館 1986
  - オンデマンド版 2013[14]
- 『柳田国男と古代史』吉川弘文館 1988
- 『円仁』吉川弘文館(人物叢書) 1989[15]
- 『智証大師伝の研究』吉川弘文館 1989
  - オンデマンド版 2013[16]
- 『円珍 人物叢書』吉川弘文館 1990
  - オンデマンド版 2024[17]
- 『聖宝 人物叢書』吉川弘文館 1991
  - オンデマンド版 2020[18]
- 『伝教大師伝の研究』吉川弘文館 1992
  - オンデマンド版 2013[19]
- 『最澄とその門流』吉川弘文館 1993
- 『若き日の最澄とその時代』吉川弘文館 1994
- 『古代東アジア金石文論考』吉川弘文館 1995
  - オンデマンド版　2023[20]
- 『最澄と空海 交友の軌跡』吉川弘文館 1998
- 『悲運の遣唐僧 円載の数奇な生涯』吉川弘文館(歴史文化ライブラリー) 1999
  - オンデマンド版 2017[21]
- 『魏志倭人伝を読む 上：邪馬台国への道』吉川弘文館(歴史文化ライブラリー) 2000
  - オンデマンド版 2018[22]
- 『魏志倭人伝を読む 下：卑弥呼と倭国内乱』吉川弘文館(歴史文化ライブラリー) 2000
  - オンデマンド版 2018[23]
- 『高丘親王入唐記：廃太子と虎害伝説の真相』吉川弘文館 2002
  - オンデマンド版 2018[24]
- 『邪馬台国論争』岩波新書 2006[25]

共編著
- 『日本古代史論考』吉川弘文館 1980
- 『邪馬台国基本論文集』(全3巻) 創元社(創元学術双書) 1981-1982
- 『日本古代政治史論考』吉川弘文館 1983
- 『日本古代中世史論考』吉川弘文館 1987
- 『三国史記倭人伝 他六篇』編訳・解説、岩波文庫 1988
- 『雄略天皇とその時代　古代を考える』吉川弘文館 1988
- 『日本古代氏族事典』雄山閣出版 1994
  - 新装版 2015年
  - 第三版 2021年
- 『邪馬臺国論考』(全3巻) 橋本増吉著、校訂解説、平凡社(東洋文庫) 1997
  - ワイド版 2009
- 『日本古代中世の政治と文化』吉川弘文館 1997
- 『日本古代中世の政治と宗教』吉川弘文館 2002

注校
- 『平田篤胤・伴信友・大国隆正』(日本思想大系 50) 共校注、岩波書店 1973[26]
- 『日本書紀』(上下巻) 井上光貞監修、訳注[27]、中央公論社 1987
  - 中公クラシックス（全3巻）2003
  - 中公文庫（上下巻）2020[28]
  - 電子書籍版

記念論集
- 『日本古代の社会と政治』佐伯有清先生古稀記念会編、吉川弘文館 1995
- 『日本古代の祭祀と仏教』同上
- 『日本古代の伝承と東アジア』同上
- 『日本古代史研究と史料』 青史出版 2005
「傘寿記念論集」予定だったが追悼出版となった。略年譜及び全著作目録も収録。